# Tarzán
Tarzán fou un gos que visqué a la vila d'Asp des de mitjans de la dècada del 1960. Deu el seu nom a Tarzan, personatge de ficció creat per Edgar Rice Burroughs.
Quan era un cadell fon trobat per uns xiquets a prop del riu Tarafa, zona de sacrificació d'animals. Fon l'únic de la camada que va sobreviure. Com que els pares no podien mantindre'l a casa, els xiquets el portaren a un arbre davant de l'església, on el cuidarien.
El nom li'l posaren els xiquets de la localitat després de visionar la pel·lícula Tarzan a Nova York. L'animal esdevingué un símbol de la localitat, éssent cuidant pels veïns del municipi. Una vegada, un funcionari municipal hagué d'agafar-lo per a sacrificar-lo, en no estar vacunat ni registrat. Els infants del municipi perseguiren al treballador fins que el soltà, i posteriorment hi hagué una manifestació davant de l'ajuntament per a demanar que se'l protegira.
El gos dormia a la plaça i feia vida a dins de la Basílica, sent apadrinat pel retor. Per això, apareix a moltes fotos de bodes i soterrars celebrats en Asp als anys setanta. Va morir sense que ningú se n'assabentara, i en saber-se la mort, els veïns el soterraren.
Alfredo Kraus, qui dona nom a l'auditori local, demanà el 1998 que se li fera una estàtua, i posteriorment se li ha dedicat també un parc caní.